# أبورجيون (أسطورة)

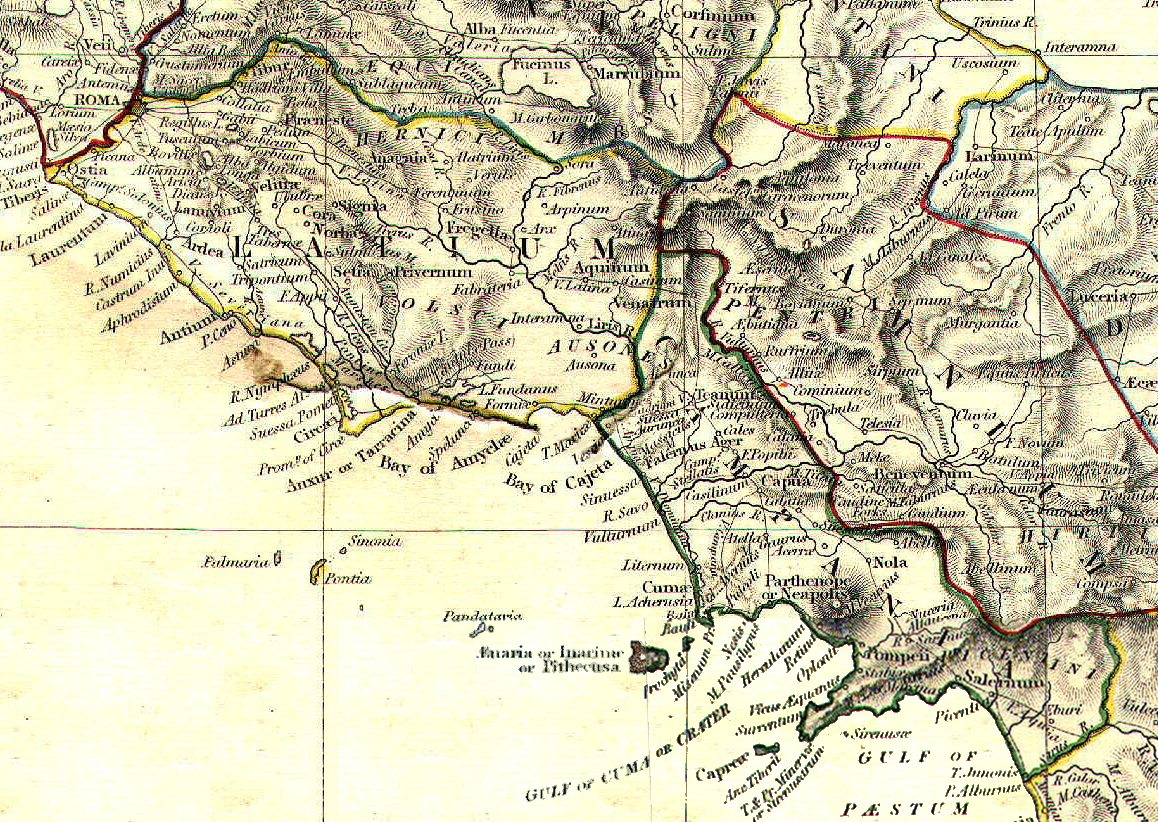
خريطه لاتيوم، يزعم انه وطن السكان الأصليين.

الأبورجيون (بالإنجليزية: Aborigines)‏ السكان الأوائل لوسط إيطاليا. وتقول الأساطير الرومانية: إنهم أبناء الأشجار، عاشوا رعاة بلا قوانین وبلا وطن معين وكانوا يقتاتون على الثمار البرية. والاسم يعني في العادة السكان الأصليين الذين كان يحكمهم لاتینوس Latinus عندما وصل أنياس Aeneas على رأس الطرواديين. وعندما اتحدوا معهم شكلوا الجنس اللاتيني وسموا به تخليدا لاسم لاتينوس.